# Bure (Meuse)
Ne doit pas être confondu avec Bure (Moselle) ou Buré.
Pour les articles homonymes, voir Bure.
Bure est une commune française située dans le département de la Meuse, en région Grand Est.
Le village, lieu d'implantation du laboratoire de Bure destiné aux recherches sur le stockage des déchets radioactifs en couche géologique profonde, est régulièrement le théâtre d'un conflit d'aménagement se traduisant par des manifestations hostiles à ce projet et à l'industrie nucléaire en général.

## Géographie

### Situation

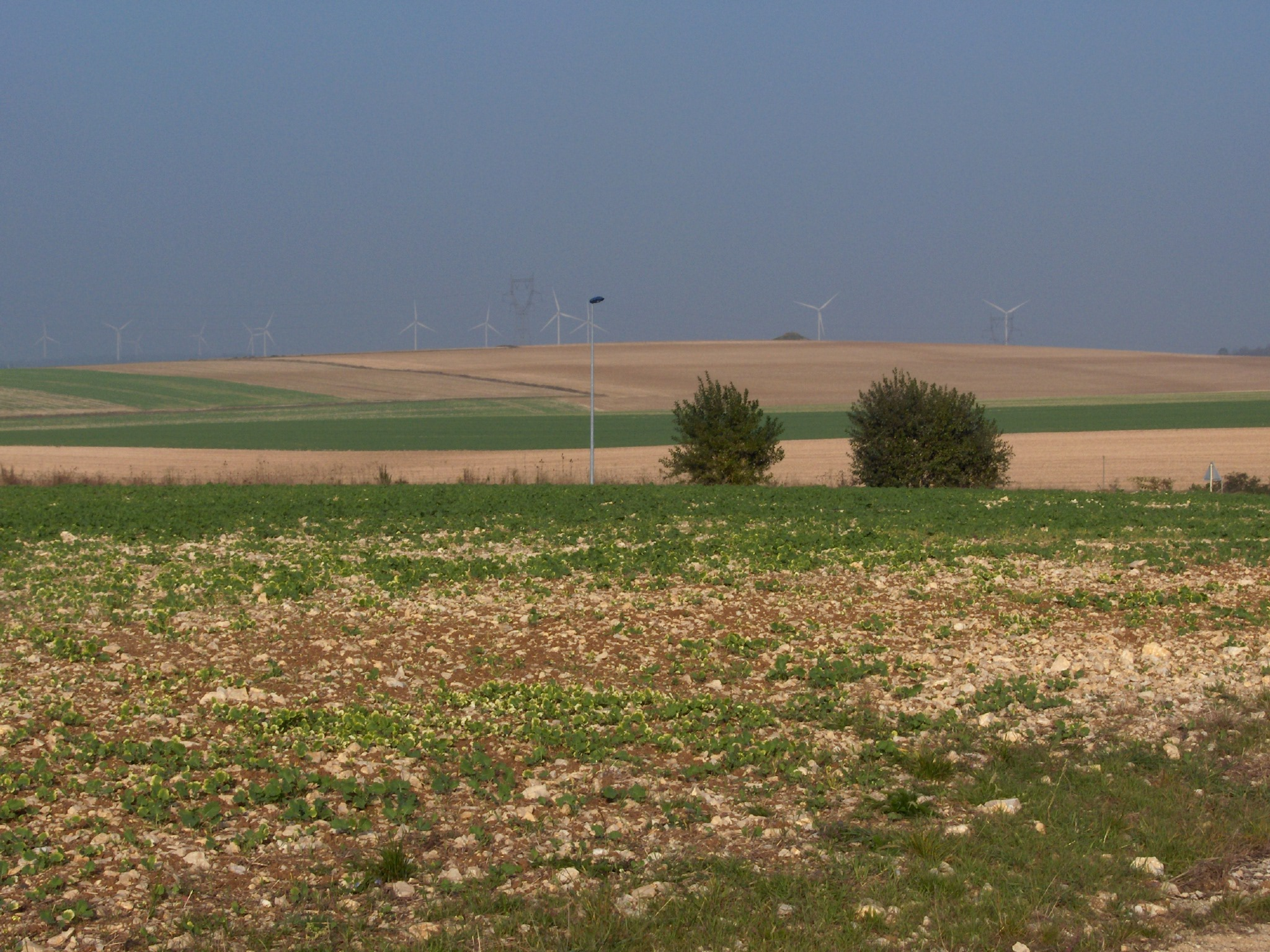
Terre calcaire et champ d'éoliennes aux environs de Bure.

Bure est située aux confins des départements de la Meuse, de la Haute-Marne et des Vosges. Par distance orthodromique, la localité se situe à 33 kilomètres de Bar-le-Duc et de Saint-Dizier, à 64 kilomètres de Nancy, et 54 kilomètres (non orthodromique) de Vittel et Contrexéville.

### Communes limitrophes
Bure est limitrophe de cinq communes, trois comprises dans le département de la Meuse et appartenant au canton de Montiers-sur-Saulx, à savoir : Mandres-en-Barrois, Montiers-sur-Saulx et Ribeaucourt ; et deux localités de la Haute-Marne (région Champagne-Ardenne) : Gillaumé et Saudron, sises dans le canton de Poissons.
| Ribeaucourt | Ribeaucourt | Bonnet             |
| Saudron     | Bure        | Mandres-en-Barrois |
| Saudron     | Saudron     | Mandres-en-Barrois |

### Hydrographie
La commune est dans la région hydrographique « la Seine de sa source au confluent de l'Oise (exclu) » au sein du bassin Seine-Normandie. Elle est drainée par l'Orge,.
L'Orge, d'une longueur de 26 km, prend sa source dans la commune de Gillaumé et se jette  dans la Saulx à Le Bouchon-sur-Saulx, après avoir traversé neuf communes. 

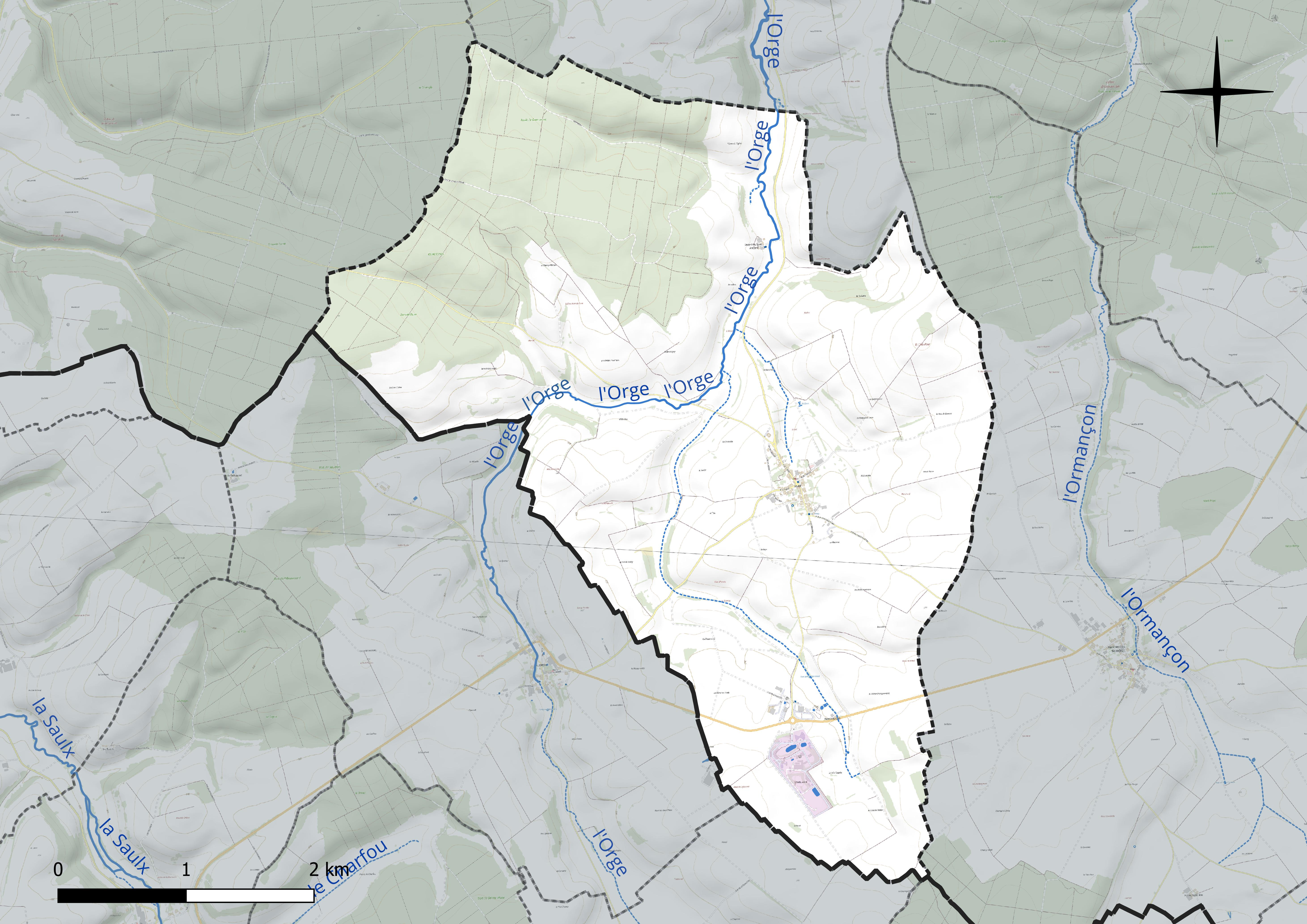
Réseau hydrographique de Bure.

### Climat
Pour des articles plus généraux, voir Climat du Grand Est et Climat de la Meuse.
En 2010, le climat de la commune est de type climat de montagne, selon une étude du Centre national de la recherche scientifique s'appuyant sur une série de données couvrant la période 1971-2000. En 2020, Météo-France publie une typologie des climats de la France métropolitaine dans laquelle la commune est exposée à un climat océanique altéré et est dans la région climatique  Lorraine, plateau de Langres, Morvan, caractérisée par un hiver rude (1,5 °C), des vents modérés et des brouillards fréquents en automne et hiver.
Pour la période 1971-2000, la température annuelle moyenne est de 9,5 °C, avec une amplitude thermique annuelle de 16,5 °C. Le cumul annuel moyen de précipitations est de 1 037 mm, avec 13,3 jours de précipitations en janvier et 9,9 jours en juillet. Pour la période 1991-2020, la température moyenne annuelle observée sur la station météorologique de Météo-France la plus proche, « Cirfontaines_sapc », sur la commune de Cirfontaines-en-Ornois à 6 km à vol d'oiseau, est de 10,4 °C et le cumul annuel moyen de précipitations est de 904,1 mm. 
La température maximale relevée sur cette station est de 40 °C, atteinte le 12 août 2003 ; la température minimale est de −19,6 °C, atteinte le 6 février 1963,,.
Les paramètres climatiques de la commune ont été estimés pour le milieu du siècle (2041-2070) selon différents scénarios d'émission de gaz à effet de serre à partir des nouvelles projections climatiques de référence DRIAS-2020. Ils sont consultables sur un site dédié publié par Météo-France en novembre 2022.

## Urbanisme

### Typologie
Au 1er janvier 2024, Bure est catégorisée commune rurale à habitat très dispersé, selon la nouvelle grille communale de densité à sept niveaux définie par l'Insee en 2022.
Elle est située hors unité urbaine et hors attraction des villes,.

### Occupation des sols
L'occupation des sols de la commune, telle qu'elle ressort de la base de données européenne d’occupation biophysique des sols Corine Land Cover (CLC), est marquée par l'importance des territoires agricoles (72,4 % en 2018), en diminution par rapport à 1990 (74,3 %). La répartition détaillée en 2018 est la suivante : 
terres arables (60 %), forêts (24,3 %), prairies (12,3 %), zones industrielles ou commerciales et réseaux de communication (1,8 %), zones urbanisées (1,5 %). L'évolution de l’occupation des sols de la commune et de ses infrastructures peut être observée sur les différentes représentations cartographiques du territoire : la carte de Cassini (XVIIIe siècle), la carte d'état-major (1820-1866) et les cartes ou photos aériennes de l'IGN pour la période actuelle (1950 à aujourd'hui).

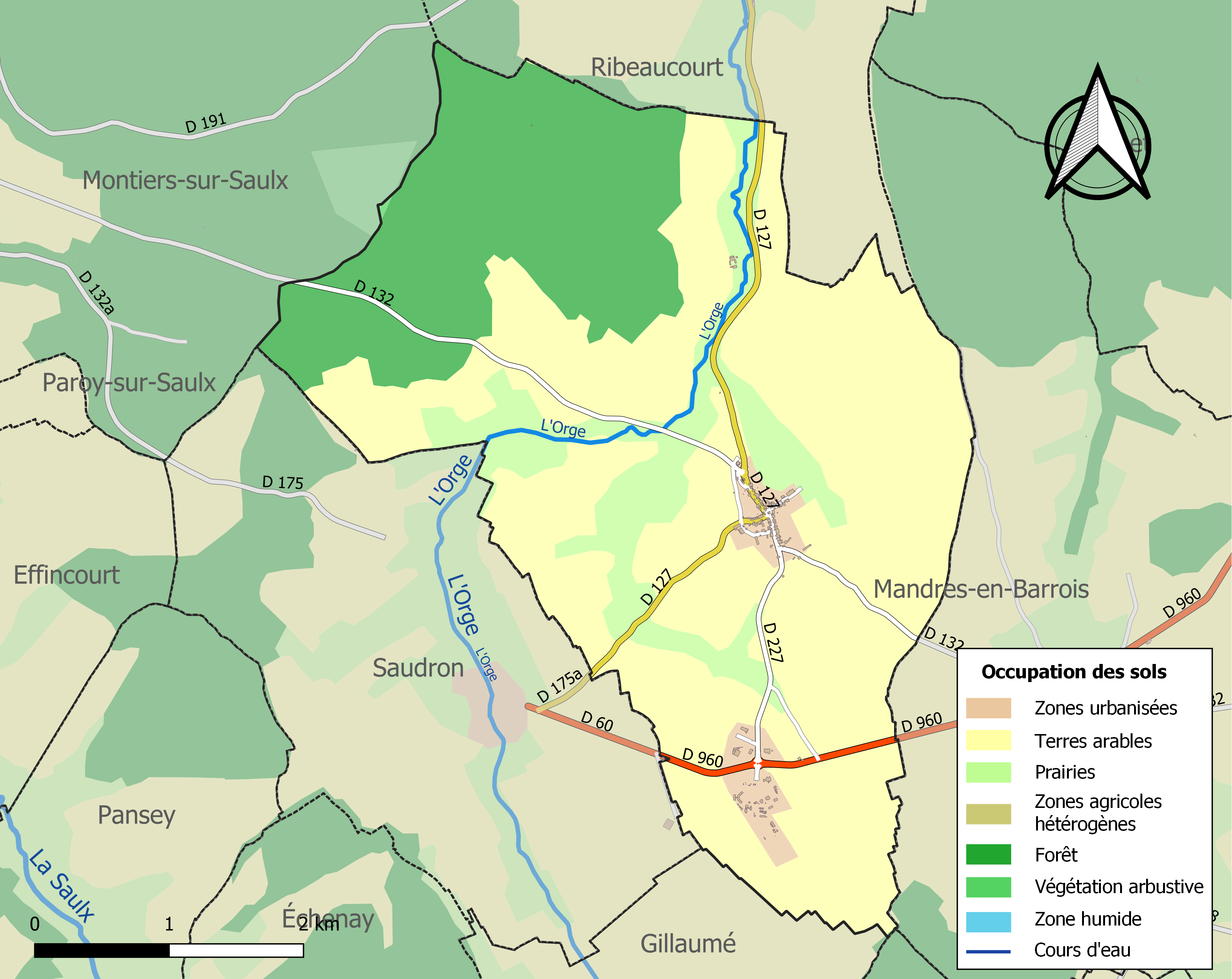
Carte des infrastructures et de l'occupation des sols de la commune en 2018 (CLC).

## Toponymie
Le nom de la localité est attesté sous les formes Bura (1135) ; Burres (1292) ; Parochialis ecclesia de Buris (1402) ; Bury (1700) ; Bureium, Burés (1711) ; Bures (1793).

### Étymologie
Plus que l'habit du moine qui décore son blason, Bure tire son nom d'un lieu d'origine, assez fréquent dans les départements de la Meuse, Cote-d'Or, Calvados, Essonne, Orne. Issu du germanique bur, hutte, habitation. Cette étymologie a été imposée par un article de Jean Haust, paru en 1920 dans le Bulletin du dictionnaire wallon.
Au XVIIe siècle, les termes bur, bure, beûr (liégeois) sont fréquents à cette époque dans le sens "puits de mine" ; mais ils signifient parfois "trou", "fosse" (notamment pour enfoncer des piliers), "creux" (dans un arbre, un tronc). En gaumais et ardennais, on trouve la forme bore, "tronc, tige végétale" et bora, "très haut". Une expression, « fosse ou burres » figure dans le règlement des "ouvrages de hulhiers" datant de 1403 et reproduit par Jean de Stavelot.

## Histoire
À la suite de fouilles réalisées par l'Inrap en 2015 et 2016, une enceinte néolithique datant de la première moitié du 4e millénaire avant notre ère a été découverte, à la limite de Bure, Saudron et Gillaumé.

## Politique et administration
| Période                                  | Période  | Identité                                      | Étiquette | Qualité     |
| ---------------------------------------- | -------- | --------------------------------------------- | --------- | ----------- |
| Les données manquantes sont à compléter. |          |                                               |           |             |
| mars 2001                                | En cours | Gérard Antoine Réélu pour le mandat 2020-2026 |           | Agriculteur |

## Population et société

### Démographie

#### Évolution démographique
L'évolution du nombre d'habitants est connue à travers les recensements de la population effectués dans la commune depuis 1793. Pour les communes de moins de 10 000 habitants, une enquête de recensement portant sur toute la population est réalisée tous les cinq ans, les populations de référence des années intermédiaires étant quant à elles estimées par interpolation ou extrapolation. Pour la commune, le premier recensement exhaustif entrant dans le cadre du nouveau dispositif a été réalisé en 2007.

En 2022, la commune comptait 88 habitants, en évolution de +6,02 % par rapport à 2016 (Meuse : −4,4 %, France hors Mayotte : +2,11 %).
| 1793 | 1800 | 1806 | 1821 | 1831 | 1836 | 1841 | 1846 | 1851 |
| ---- | ---- | ---- | ---- | ---- | ---- | ---- | ---- | ---- |
| 295  | 309  | 313  | 343  | 353  | 341  | 333  | 333  | 346  |

| 1856 | 1861 | 1866 | 1872 | 1876 | 1881 | 1886 | 1891 | 1896 |
| ---- | ---- | ---- | ---- | ---- | ---- | ---- | ---- | ---- |
| 366  | 356  | 348  | 314  | 290  | 273  | 251  | 249  | 220  |

| 1901 | 1906 | 1911 | 1921 | 1926 | 1931 | 1936 | 1946 | 1954 |
| ---- | ---- | ---- | ---- | ---- | ---- | ---- | ---- | ---- |
| 225  | 225  | 199  | 196  | 184  | 149  | 149  | 147  | 170  |

| 1962 | 1968 | 1975 | 1982 | 1990 | 1999 | 2006 | 2007 | 2012 |
| ---- | ---- | ---- | ---- | ---- | ---- | ---- | ---- | ---- |
| 135  | 119  | 106  | 105  | 92   | 85   | 91   | 92   | 86   |

| 2017 | 2022 | - | - | - | - | - | - | - |
| ---- | ---- | - | - | - | - | - | - | - |
| 84   | 88   | - | - | - | - | - | - | - |

## Économie

### Laboratoire de recherche souterrain

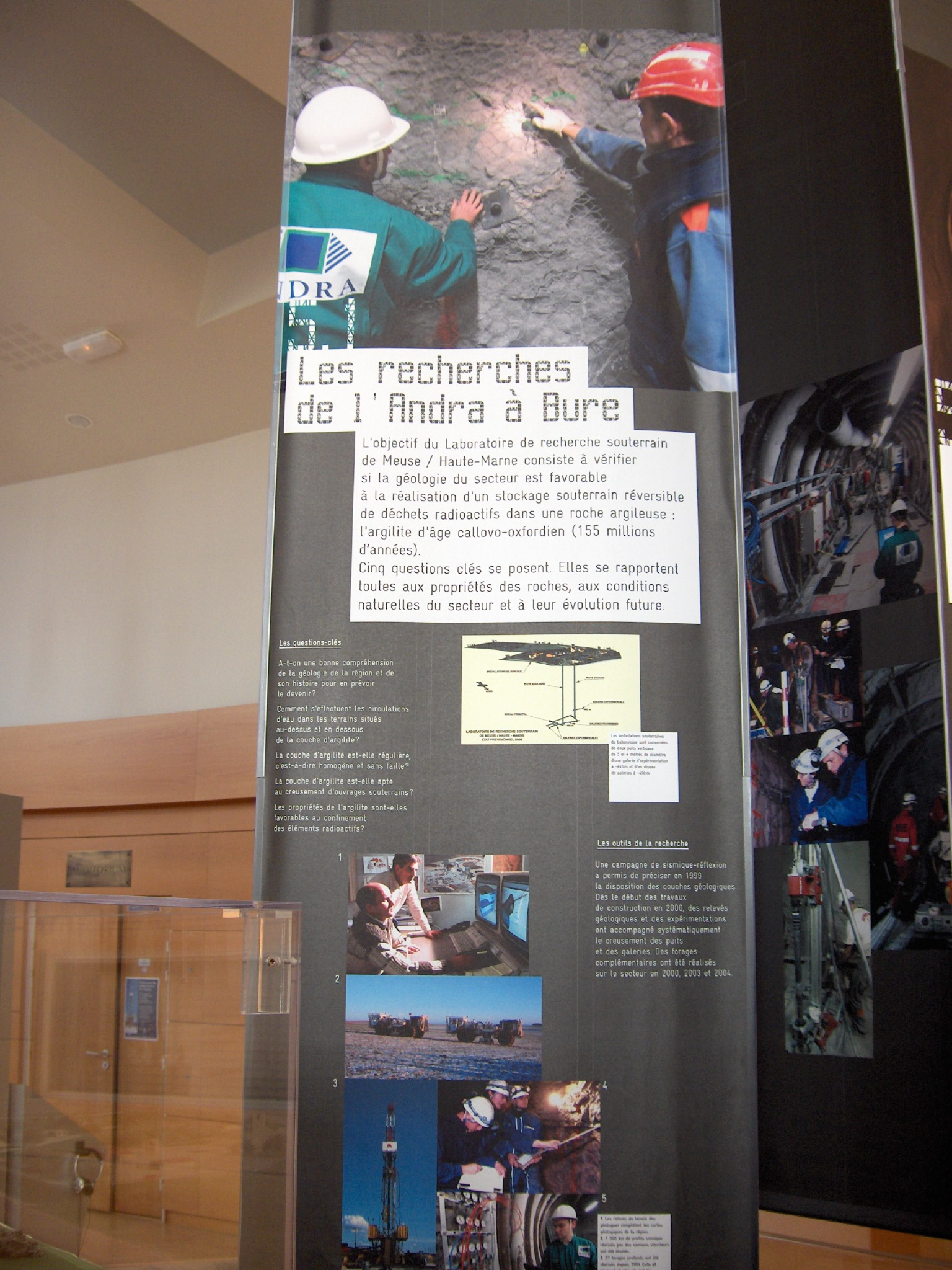
Présentation des recherches de l'ANDRA à l'espace information du laboratoire de Bure.

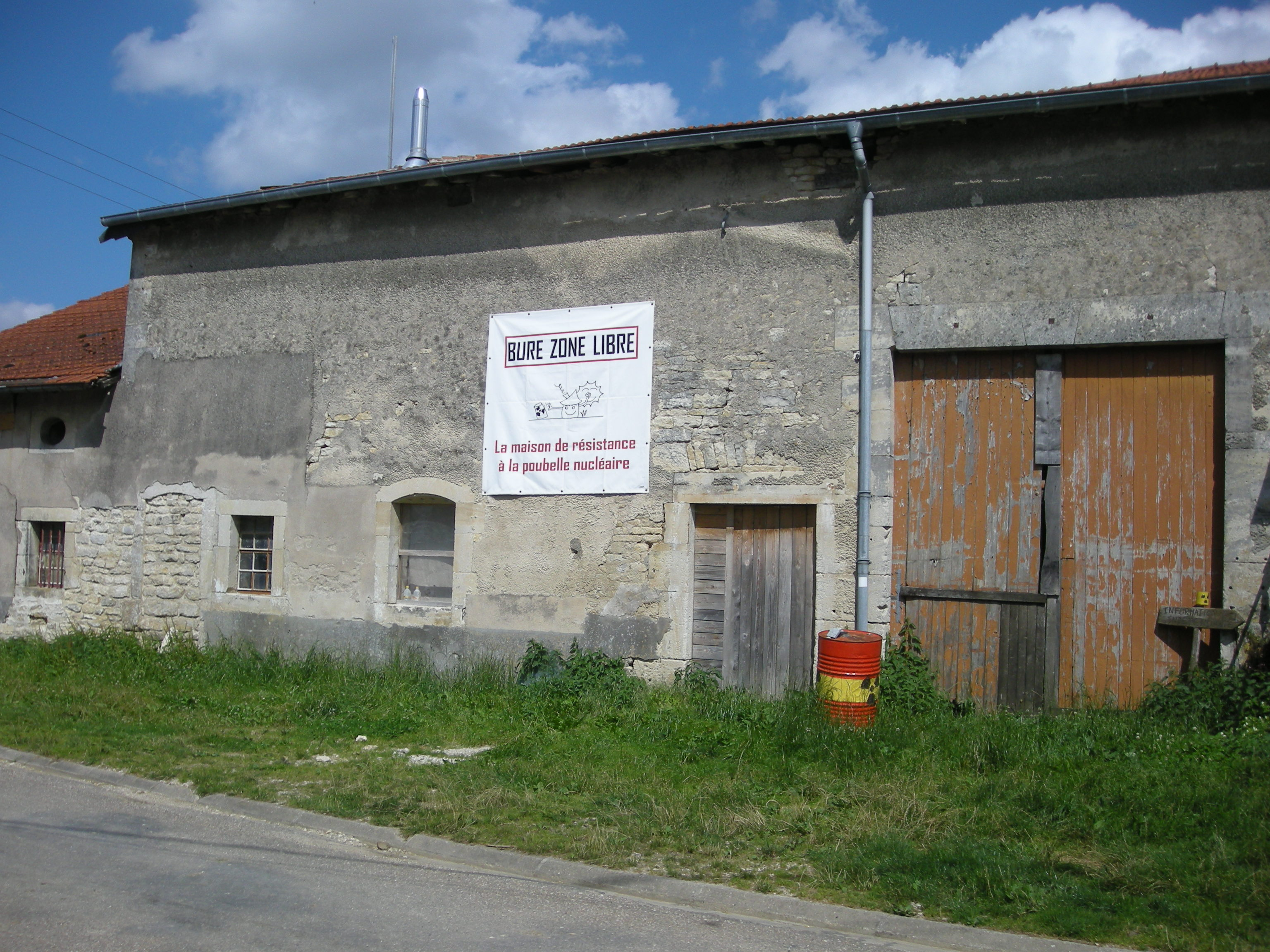
« Maison de résistance », propriété du Réseau Sortir du nucléaire.

Sur le territoire de la commune est implanté le laboratoire de Bure destiné aux recherches sur le stockage des déchets radioactifs en couche géologique profonde. Ce laboratoire souterrain est exploité par l'Agence nationale pour la gestion des déchets radioactifs (ANDRA). 
La commune de Bure accueille également la « Maison de résistance à la poubelle nucléaire de Bure », animée par l'association Bure Zone Libre. Ce lieu est un espace d'information indépendante sur le projet de l'ANDRA et l'industrie nucléaire en général, de rencontres militantes, de promotions des énergies renouvelables et alternatives.

### Potentiel géothermique
Selon le BRGM, le territoire de la commune de Bure est doté d'un certain potentiel géothermique dans la nappe aquifère du Tithonien (c'est-à-dire entre 0  et   10 mètres de profondeur).
Les forages effectués par l'Andra en 2007-2008 à Montiers-sur-Saulx ont montré qu'il n'existe pas de ressources géothermiques exceptionnelles au niveau où le laboratoire souterrain effectue ses recherches et où pourrait être implanté un jour le centre de stockage souterrain de déchets. La Commission nationale d'évaluation aboutit aux mêmes conclusions.
Fin 2013, à la demande du comité local d'information et de suivi du laboratoire de Bure, l'entreprise suisse spécialisée en géothermie Geowatt effectue une étude au terme de laquelle elle conclut que « les ressources géothermiques peuvent être aujourd'hui exploitées de manière économique, avec l'emploi de technique et de matériel appropriés, et que l'enfouissement des déchets radioactifs rend inaccessible l’accès [sic] aux ressources géothermiques ». 
Plusieurs associations écologistes ont porté plainte contre l’ANDRA pour dissimulation, mais elles ont été déboutées d’abord par le tribunal de grande instance de Nanterre qui ne reconnaît pas  leur intérêt à agir, puis par la cour d'appel de Versailles qui  considère que la communication de l'ANDRA sur la question est conforme à la réalité.

## Culture locale et patrimoine

### Lieux et monuments

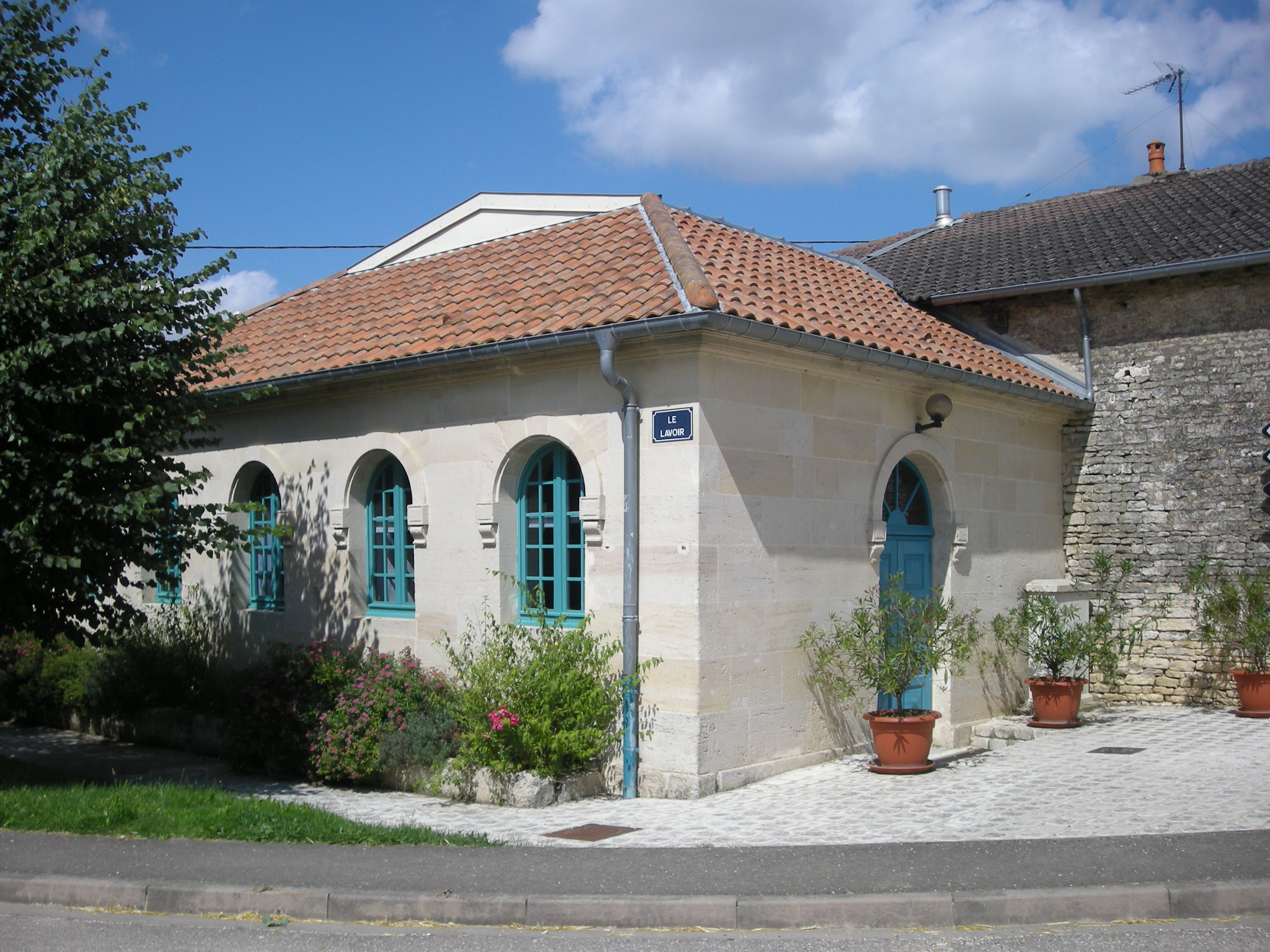
Le lavoir.

Le lavoir abrite aujourd'hui le CLIS (Comité local d'information et de suivi du laboratoire de Bure).

### Héraldique
| Blason de Bure | Blason  | Parti : au 1er d'or au moine en robe de bure au naturel, au 2e palé contre-palé d'argent et de gueules ; le tout sommé d'un chef d'azur à la sauterelle d'or. |
| Blason de Bure | Détails | « Quelques maisons nobles peuvent avoir pris la sauterelle dans leurs armes, en mémoire de ce que quelqu'un de leurs ancêtres a vaincu et chassé une horde de barbares qui voulaient envahir une partie du royaume, soit par terre soit par mer ». Blason composé et dessiné par R.A LOUIS et adopté par la commune en juin 2011 |